# 소네 아라스케
소네 아라스케(일본어: 曾禰荒助, 1849년 2월 20일 ~ 1910년 9월 13일)는 일본의 군인, 정치인, 외교관이다. 자식은 요시카와 히로하루(차남) 등이 있다.

## 생애
아라스케는 하기 번의 가로였던 시시도 준페이의 삼남으로 태어났으며, 후에 소네 다카히사의 양자가 되었다. 보신 전쟁(戊辰戦争)에는 존왕파로 참전하였고, 프랑스에 유학하여 공부했다.
1890년대초 중의원 서기관장이 되었고 1892년 제2회 총선거에 당선되었다. 같은 해 중의원 부의장에 올랐으며 1893년 주 프랑스 공사에 임명되었다. 사법상, 농상무상, 일본 대장성 장상 등을 역임하였고, 1900년부터 귀족원 칙선 의원을 지냈다. 1902년 남작위를 받아 화족의 일원이 되었다.
1906년 추밀원 고문관에 임명되었으며, 이듬해엔 자작으로 승작했다. 같은 해, 한국 부통감으로 부임하여 이토 히로부미(伊藤博文) 통감을 보좌했고, 1909년엔 이토의 후임으로 통감에 임명되었다. 소네가 통감으로 재직 중일 때 이토 히로부미가 하얼빈에서 안중근(安重根)에게 사살되었다. 7월 12일 기유각서를 체결하여 대한제국 순종 황제의 실권을 전격 탈취하였다.
1910년 5월 30일, 위암으로 통감직을 사직하고 일본으로 귀국하여 요양했으나, 끝내 건강을 회복하지 못하고 그 해 9월 13일 사망하였다.